# Bokermannohyla ravida
Bokermannohyla ravida е вид жаба от семейство Дървесници (Hylidae).

## Разпространение
Видът е разпространен в Бразилия.